# Fering
Het Fering is de inheemse naam voor het Noord-Friese dialect van Föhr, Feer in het Noord-Fries. Het is sterk aan het Öömrang (het dialect van Amrum [Oomram]) verwant en verschilt daarvan vooral in het accent. Met het Söl'ring van Sylt (Söl) is het ook redelijk verwant. Men deelt, op grond van subtiele accentverschillen, het Fehring soms verder in een westelijke, een oostelijke en een zuidelijke variant.
Met zo'n drieduizend sprekers neemt het Fering bijna een derde van het totaal aantal sprekers van het Noord-Fries voor zijn rekening en met meer dan een derde van de eilandbevolking als sprekers is het, met het Öömrang van het naburige eiland, het levendigste van alle Noord-Friese dialecten.  Van de 'echte' Feringers spreekt zelfs de meerderheid nog Fries, maar deze autochtonen raken door immigratie vanaf het vasteland in de minderheid. Overigens wordt in de hoofdplaats van het eiland - Wyk - al sinds het midden van de 19de eeuw geen Fries meer gesproken. Daar staat wel de volkshogeschool waarop cursussen Fries worden gegeven.

## Voorbeeld
Het onderstaande voorbeeld is een berijmde vertaling van Wilhelm Busch' Max und Moritz. Voor het origineel zie hier. de spellingswijze volgt die van het Hoogduits.
Maks an Moorits
En wurd fööruf
Och, wat feit ‘em faan fülk biaren 

föl tu leesen an tu hiaren, 

so, nü tu’n bispal uk

Maks an Moorits uun das buk,

wat, uunsteed ham nü mä liaren

noch tu’n guuden tu bekiaren,

flooksis noch diarauer huanet

an diarauer hiamelk spuanet. –

Jä, mä sok fülk iarigdun,

diarmä as ham gau tu hun! –

Mensken piare an uk tiaren,

aapler, plumen steel an peeren –

diarbi hee ham’t uu so net.

Det’s uk ei so föl fertret

üüs uun sark of uk uun skuul

stal tu saten üüb a stuul. –

Naan, uu naan! Wat skel wel skä,

wan ik üüb at aanj nü sä!! –

Naan, det wiar en iarig ding,

üüs det Maks an Moorits ging.

Diaram as, wat jo nü drewen,

hir apteekend an beskrewen.